# Hypericum montanum
Hypericum montanum es una especie de fanerógama perteneciente a la familia Hypericaceae. Es originaria de Europa hacia el Norte de África, el noreste de Turquía y el Cáucaso.

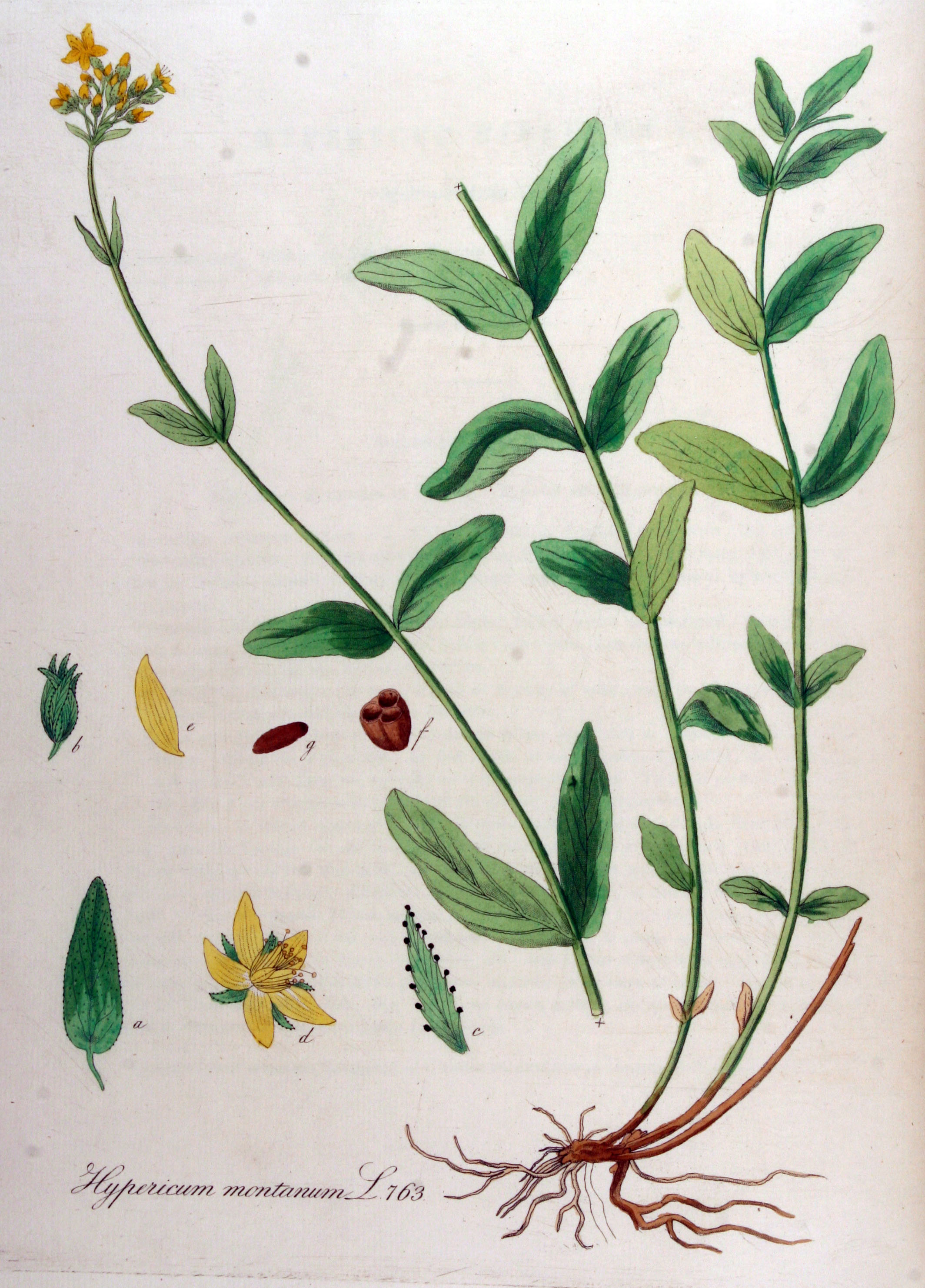
Ilustración

## Descripción
Es una planta herbácea perennifolia que puede crecer hasta los 80 cm de altura. Los tallos son gruesos, no ramificados. Las hojas son opuestas, ovadas, sésiles, y 5 cm de largo.  Los pétalos son de color amarillo pálido y el doble de largos que los sépalos. El fruto es una cápsula. 

## Taxonomía
Hypericum montanum fue descrita por  Carlos Linneo    y publicado en Fl. Suec., ed. 2 (Linnaeus) 266. 1755
Etimología
Hipérico: nombre genérico que deriva del griego hyperikon ("sobre las imágenes" o "por encima de una aparición"). Para algunos, el nombre hace referencia a la propiedad que se le atribuía de hacer huir a los malos espíritus y las apariciones; solían colgarse flores de esta planta sobre las imágenes religiosas el día de San Juan. Para otros, las glándulas de sus pétalos parecen formar imágenes (a este hecho se le dio mucha importancia en la Edad Media, ya que era utilizado en los exorcismos por sus virtudes cabalísticas). 
montanum: epíteto latino que significa "de las montañas".
Sinonimia
- Adenosepalum montanum Fourr
- Hypericopsis montana Opiz
- Hypericum elegantissimum Crantz
- Hypericum glandulosum Gilib.
- Hypericum tauricum Ledeb.[4]

## Nombre común
- Castellano: hipérico de montaña.[5]